# Rocha dos Bordões
A Rocha dos Bordões é uma formação geológica, caracterizada por enormes colunas de basalto, localizado no sítio denominado por Cabo Baixo das Casas, na freguesia do Mosteiro, concelho das Lajes das Flores. Trata-se de um imponente acidente geológico único do seu género nos Açores, que se caracteriza pela solidificarão da rocha basáltica em altas colunas prismáticas verticais com forma alongada.
Esta formação ter-se-á formado dentro de um cone vulcânico que ao longo de milhares de anos foi sendo sujeito a um processo erosivo pelos elementos expondo o seu interior.
Esta rocha teve origem numa espessa camada de basalto que arrefeceu com rapidez e por esse facto terá sido sujeito a uma disjunção prismática, ficando assim com o aspecto de um enorme conjunto de bordões feitos de pedra. Esta formação geológica é maior que a famosa Calçada dos Gigantes (Giant's Causeway) de Antrim, na Irlanda do Norte, hoje classificada como Património da Humanidade pela UNESCO.
Por estas rochas basálticas descem vários cursos de água que à medida que vão descendo a formação geológica se juntam para dar forma a uma queda de água. Junto do sopé desta formação existe outra singularidade geológica a que foi dado simplesmente o nome de Águas Quentes, que são na sua essência caldeiras ferventes de água sulfurosa de pequena dimensão.
Em 2004, o Governo Regional dos Açores deu início ao processo de classificação da Rocha dos Bordões como monumento natural regional.
O Monumento Natural da Rocha dos Bordões está desde 2011 incluído no Parque Natural das Flores.